# Tapperhetsmedaljen (Österrike-Ungern)
Tapperhetsmedaljen (tyska Tapferkeitsmedaille) var en militär utmärkelse som utdelades av Österrike-Ungern. Medaljen, som instiftades den 19 juli 1789, förärades personer inom Österrike-Ungerns armé.